# Edifício do Banco Paulista do Comércio
O Edifício do Banco Paulista do Comércio visto da Rua Boa Vista.
O Edifício do Banco Paulista do Comércio, localizado na Rua Boa Vista, São Paulo, 314, foi projetado pelo arquiteto brasileiro Rino Levi. Apesar de não ser sua obra mais famosa, o edifício foi um marco significativo para a cidade de São Paulo, pois introduziu o modernismo na região central da cidade como um edifício pioneiro, estabeleceu também uma correspondência da curvatura da fechada principal com a inflexão da Ladeira Porto Geral, que faz esquina com o lote. Sua curva evita o ângulo formado entre a rua e a ladeira. Sendo destinado ao antigo Banco Paulistano do Comércio. Construído entre 1947 e 1950 pela Sociedade Comercial e Construtora S.A, o prédio contribuiu significativamente com o processo de verticalização do centro. Logo após sua construção, era usado como a sede do Banco Paulista do Comércio, e a agência bancária em si ocupava o térreo, a sobreloja e o subsolo. 
Rino Levi tem em seu currículo obras como o prédio da FIESP e o Banco Sul-Americano, ambos localizados na Avenida Paulista. O arquiteto se formou pela Escola Superior de Arquitetura de Roma em 1926. O período em que passou tendo aula na Itália influenciou muito no estilo arquitetônico de Rino Levi. Ao voltar ao Brasil, ele introduziu em todas as suas obras as características modernistas, se tornando um dos primeiros arquitetos a projetar casas e edifícios dentro da arquitetura moderna.

## História
O Edifício do Banco Paulista do Comércio foi idealizado pelo arquiteto e urbanista Rino Levi e construído pela Sociedade Comercial e Construtora S.A entre 1947 e 1950. Ele fica na esquina das ruas Boa Vista e Ladeira Porto Geral. O prédio foi construído em um momento no qual a arquitetura moderna estava em ascensão e muitas casas e prédios estavam sendo pensados dentro desse modelo.
O prédio foi erguido com o intuito de ser a sede do Banco Paulista do Comércio. O térreo, o solo e o subsolo seriam usados pelo banco, e os outros andares ficariam abertos a locação para escritórios e lojas. Seu projeto arquitetônico foi feito de forma a tornar o prédio funcional. O terreno no qual o prédio foi erguido abrigava antes o Teatro Boa Vista, que pertencia ao jornal O Estado de S. Paulo. O período no qual o prédio foi construído marca um momento no qual as sedes de bancos e empresas de grande porte estavam começando a se instalar em grandes edifícios.

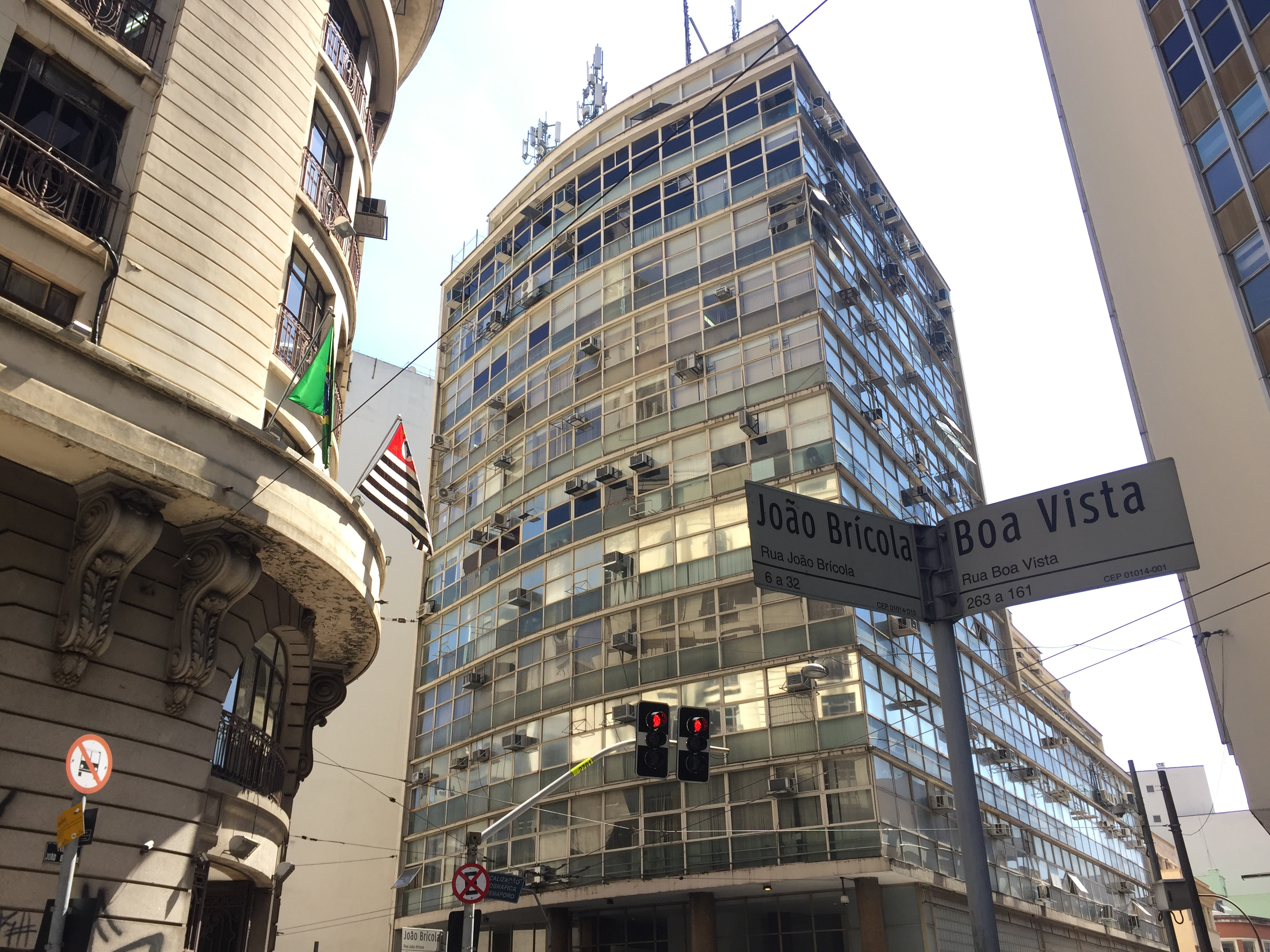
Vista do edifício pelas ruas Boa Vista e João Brícola

### Antecedentes
No mesmo local onde hoje se encontra o Edifício do Banco Paulista do Comércio havia, antes de sua construção, a sede do jornal O Estado de S. Paulo e um teatro chamado Teatro Boa Vista, que também pertencia ao jornal.Em 1912, o grupo Estadão comprou terrenos nas ruas Boa Vista e 25 de Março para construir instalações que abrigassem sua redação, administração e gráfica de impressão. Os prédios construídos em 1913 ocupavam as duas ruas e ambos eram interligados por tubos pneumáticos, que serviam para o transporte de objetos entre os edifícios.
Logo em seguida o jornal começou a investir na construção de um teatro. Projetado em 1915 por Julio Micheli e finalizado e inaugurado em 1916, o Teatro Boa Vista ficava na rua Boa Vista com a Ladeira Porto Geral. O teatro tinha duas estruturas: uma era designada para a área administrativa e a outra era o teatro em si, com palco, plateia, coxia etc. Essa construção foi realizada num lote com o formato em “L”, e isso se manteve na construção do Edifício do Banco Paulista do Comércio.
O teatro foi criado com o intuito de resolver a crescente demanda de desenvolver o lado artístico da cidade de São Paulo. O Estadão queria um lugar que pudesse receber desde apresentações artísticas até conferências científicas, e construir um teatro foi a saída encontrada por eles para unir tudo isso em um só lugar. A primeira apresentação feita nos palcos do teatro foi a comédia Flores de Sombra. O teatro foi reformado e reinaugurado em 1926, mas só continuou funcionando por mais 21 anos. Em 1947 ele foi fechado e demolido para dar lugar ao que conhecemos hoje como Edifício do Banco Paulista do Comércio.

## Arquitetura

### O arquiteto
O Edifício do Banco Paulista do Comércio foi idealizado pelo arquiteto brasileiro Rino Levi. Ele nasceu em São Paulo no dia 31 de dezembro de 1901 e era filho de italianos. Rino foi morar na Itália em 1919 para estudar arquitetura na Escola Preparatória e de Aplicação para os Arquitetos Civis em Milão. Depois ele começou a estudar na Escola Superior de Arquitetura, em Roma, onde se formou arquiteto em 1926. 
Nesse período em que ainda estava na Itália, Rino mandou uma carta ao jornal Estadão – que na época ocupava um terreno onde anos depois o arquiteto viria a projetar o Edifício do Banco Paulista do Comércio - intitulada “Arquitetura e estética das cidades”, na qual dissertava sobre arquitetura moderna. A carta foi publicada no periódico em 15 de outubro de 1925 e passou a ser vista como uma das primeiras exposições da arquitetura modernista no Brasil. 
Após voltar ao país, já formado, em 1926, Rino começou a trabalhar na Companhia Construtora de Santos. Ele ocupou o cargo que era de seu amigo de faculdade Gregori Warchavchik. Foi em uma visita à Casa Modernista de Gregori, inclusive, que Rino sentiu-se fortemente influenciado pelo movimento modernista e sua racionalidade. Dois anos depois, em 1928 Rino fundou sozinho o escritório Rino Levi Arquitetos Associados. Em 1941 os arquitetos Roberto Cerqueira César e Luiz Roberto Carvalho Franco entraram para a firma de Rino primeiramente como funcionários, e em seguida como sócios. A empresa passou então a conseguir participar de vários projetos em São Paulo nos mais diferentes ramos, como por exemplo complexos industriais, hospitais, bancos etc. Nos anos seguintes à criação de sua empresa, quando ainda trabalhava sozinho, ele projetou, a pedido de clientes italianos, seus primeiros edifícios e casas inseridos na arquitetura moderna em São Paulo.
Rino Levi começou a ficar famoso com obras como o Edifício Columbus na Avenida Brigadeiro Luís Antônio, que foi pioneiro por ser o primeiro condomínio de apartamentos da cidade - até ser demolido em 1971- e a Residência Médici em Santo Amaro. Na estrutura dessas obras já estão presentes traços racionalistas, tão ligados ao movimento modernista praticado por ele.
O arquiteto também teve importante papel dentro do Instituto de Arquitetos do Brasil, pois, além de colaborar com sua formação, também participou da construção de sua sede em São Paulo e chegou a presidir o instituto em 1952.
Rino Levi morreu em 29 de setembro de 1965. Ele estava em uma expedição botânica em busca de bromélias no interior da Bahia com seu amigo paisagista e artista plástico Burle Marx. O último projeto dele antes de sua morte foi o Centro Cívico de Santo André. Rino deixou para trás obras importantíssimas que sempre serão referência e que contribuíram muito com a expressão do movimento modernista no Brasil e, principalmente, na cidade de São Paulo.

### Características arquitetônicas

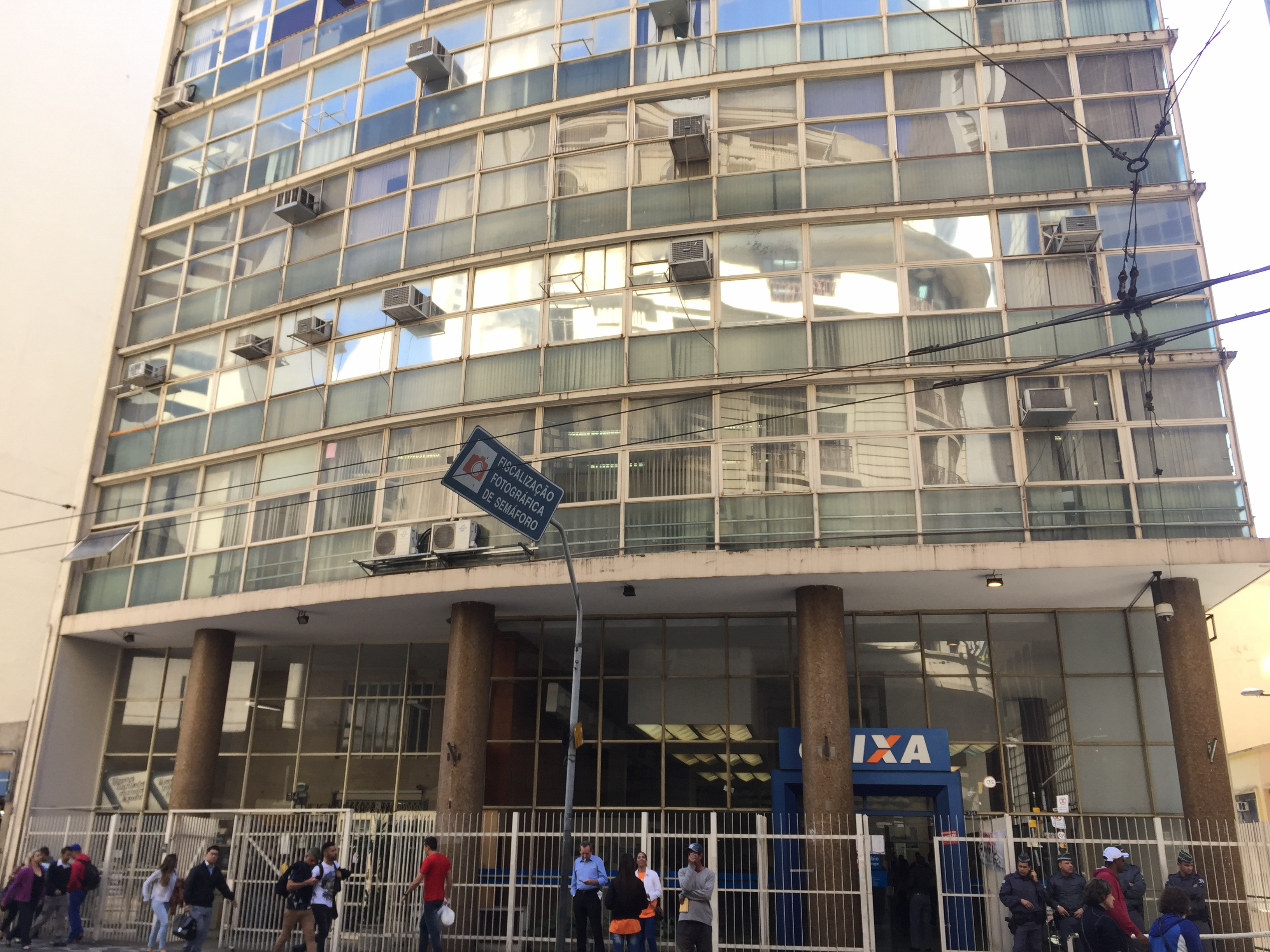
O uso de pilotis (pilares de sustentação) fez com que o térreo ficasse livre para outras atividades

O arquiteto Rino Levi, responsável pelo projeto arquitetônico do Edifício do Banco Paulista do Comércio, seguia o movimento modernista, e isso era visível em praticamente todas as suas obras. Além disso, o prédio do Banco Paulista do Comércio foi construído num período em que o modernismo estava se consumando no Brasil, e por causa disso toda sua estrutura foi pensada dentro das características desse movimento. 
O modernismo surgiu no início do século XX na Europa. Ele era um movimento cultural e artístico, que se caracterizava por valorizar o racionalismo nas obras e abandonar e quebrar com o tradicionalismo de até então. Ele foi introduzido no nosso país principalmente por influência de arquitetos estrangeiros, mas foi pela atuação de arquitetos brasileiros como Oscar Niemeyer e Lúcio Costa que o modernismo se consolidou. A primeira casa inspirada na arquitetura moderna feita no Brasil foi a Casa Modernista, de 1930, feita pelo arquiteto Gregori Warchavchik em São Paulo- obra responsável por também influenciar Rino Levi a seguir o modernismo.

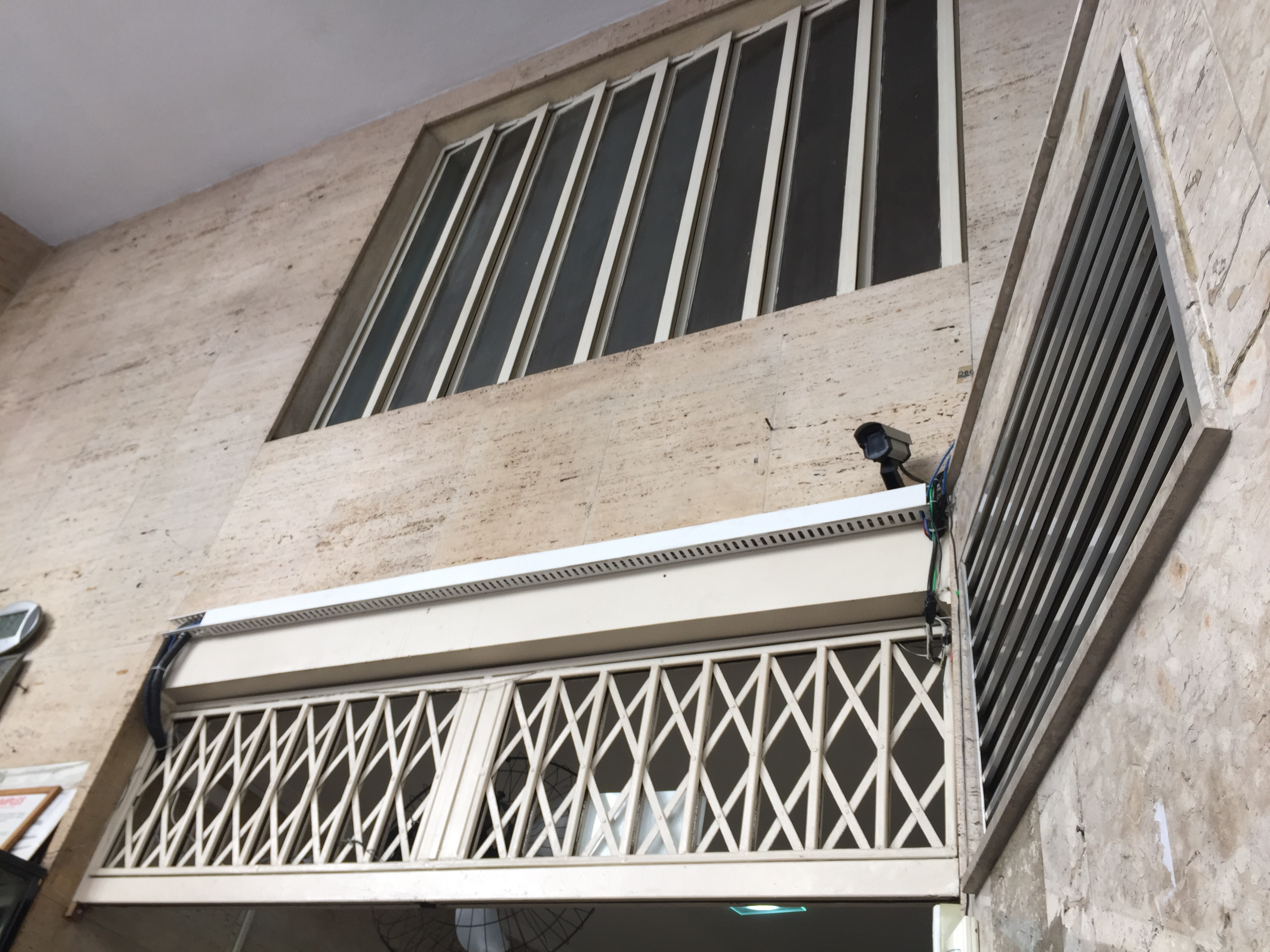
Detalhes da parte interna do Edifício do Banco Paulista do Comércio

A arquitetura moderna se baseia principalmente nas teorias do arquiteto suíço Le Corbusier e seus 5 pontos principais : uso de pilotis (pilares que sustentam a estrutura do edifício, fazendo com que o solo abaixo da construção fique disponível para outros usos), planta livre, fachada livre (tanto a planta quanto a fachada não tem mais uma expectativa estrutural, a fachada é separada da estrutura e pode não existir também), janela em fita (porque a fachada é livre, usam-se panos de vidro contínuos, formando um “paredão” de vidro) e terraço-jardim (a cobertura do prédio é transformada em um jardim e/ou em área de lazer e convivência). Além disso, suas obras se caracterizam por serem funcionais, terem formas geométricas definidas, sem ornamento, separação entre estrutura e vedação, panos de vidro e paisagismo. 

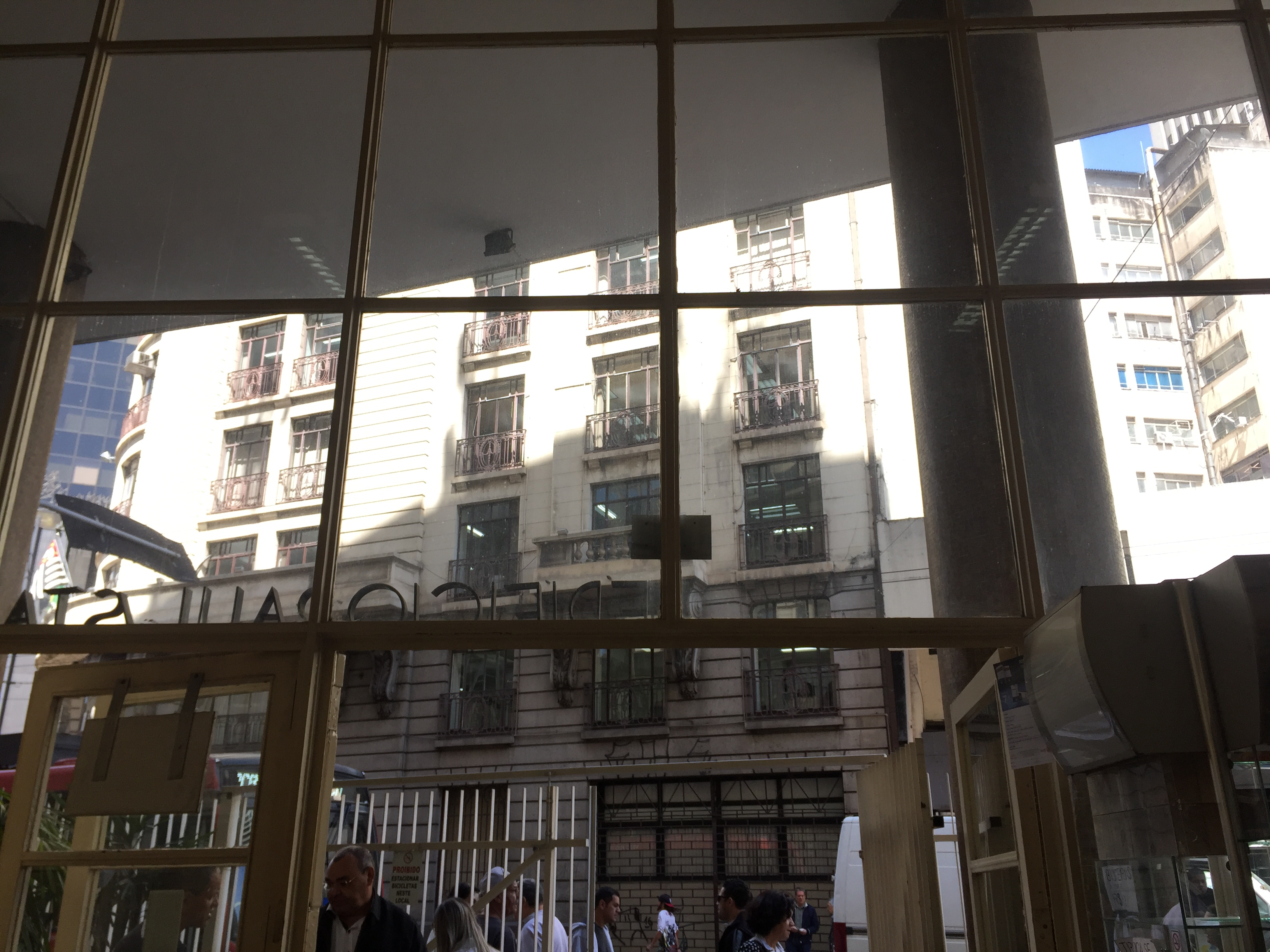
As janelas de vidro permitem a entrada da luz solar, o que dá ao edifício uma iluminação natural

O Edifício do Banco Paulista do Comércio conta com quatro dos cinco pontos principais: pilotis, planta livre, fachada livre e janela em fita. Seu terreno forma um “L”, e toda sua área é aproveitada ao máximo possível. Sua estrutura foi erguida “em lotes de esquina de conformação irregular, que remontam aos primeiros traçados coloniais”. O edifício conta com escalonamentos sucessivos e sua construção foi feita em concreto armado e esquadrias de ferro.

## Significado histórico e cultural
De acordo com a Prefeitura do Município de São Paulo, a Secretaria Municipal de Cultura e o Departamento do Patrimônio Histórico, na resolução nº 37/92 do Conselho Municipal de Preservação do Patrimônio Histórico, Cultural e Ambiental da Cidade de São Paulo (CONPRESP), vários prédios e casas na região do Vale do Anhangabaú foram tombados, pois têm valor histórico, social, urbanístico, paisagístico, ambiental e histórico-arquitetônico importantes para o centro da cidade. 

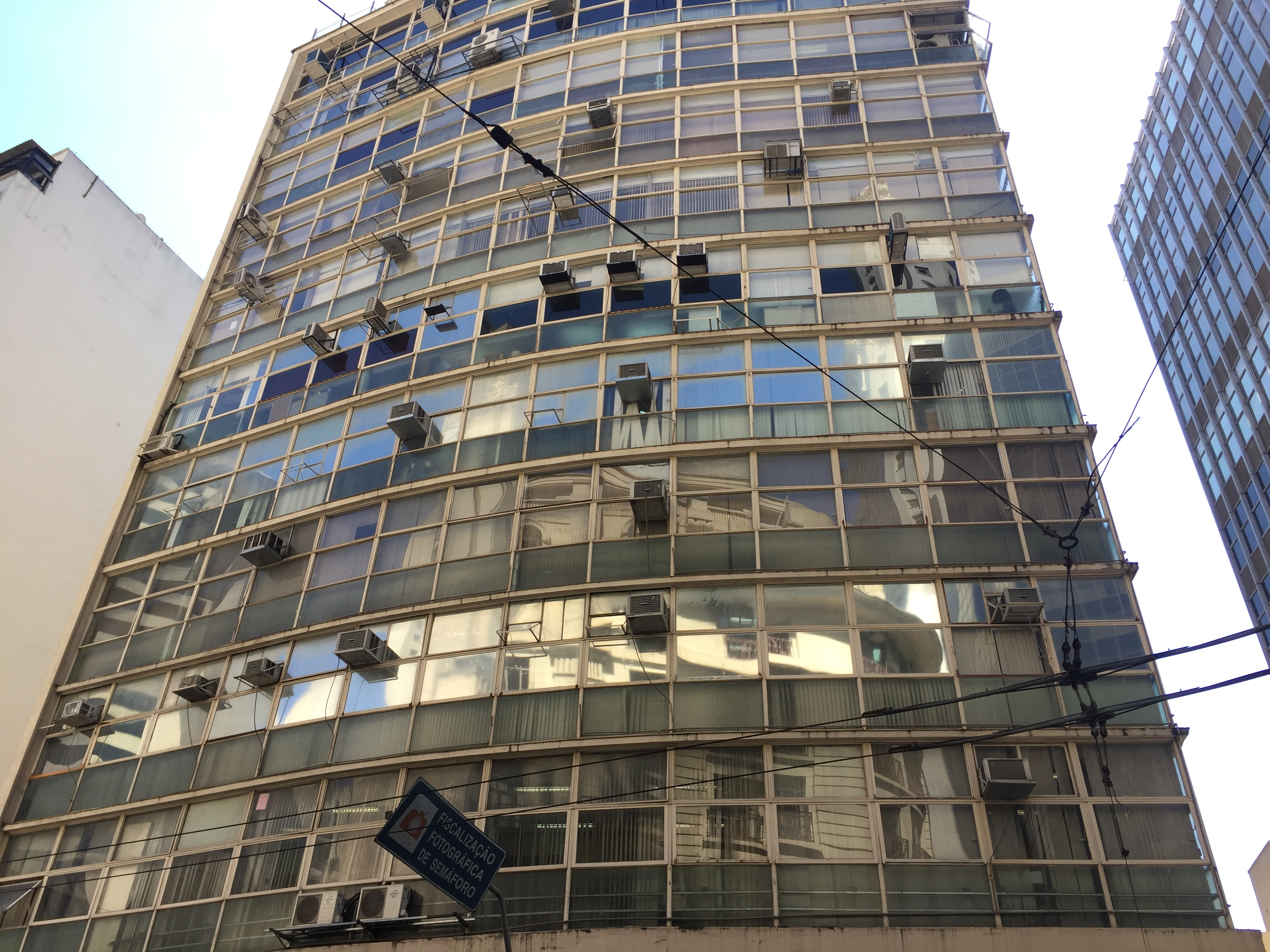
Fachada do edifício atualmente

O Edifício do Banco Paulista do Comércio está inserido no nível de proteção 3 (NP-3) da CONPRESP, pois “corresponde a bem de interesse histórico, arquitetônico, paisagístico ou ambiental, determinando a preservação de suas características externas.”.

### Tombamento
O prédio do Banco Paulista do Comércio faz parte de um processo sobre o tombamento do centro histórico de São Paulo, mais especificamente do Vale do Anhangabaú. A resolução do processo é dada pela CONPRESP e data o ano de 1992.

## Estado Atual
Hoje em dia, o Edifício do Banco Paulista do Comércio não tem a mesma função que antigamente. Nos andares superiores há escritórios diversos, no térreo e sobreloja há uma agência bancária e no subsolo é possível encontrar várias lojas voltadas para a Ladeira Porto Geral. As características arquitetônicas do edifício são basicamente as mesmas desde sua fundação, exceto na parte comercial, localizada no subsolo, onde os revestimentos são escolhidos pelo comércio alocado no lugar.

## Galeria

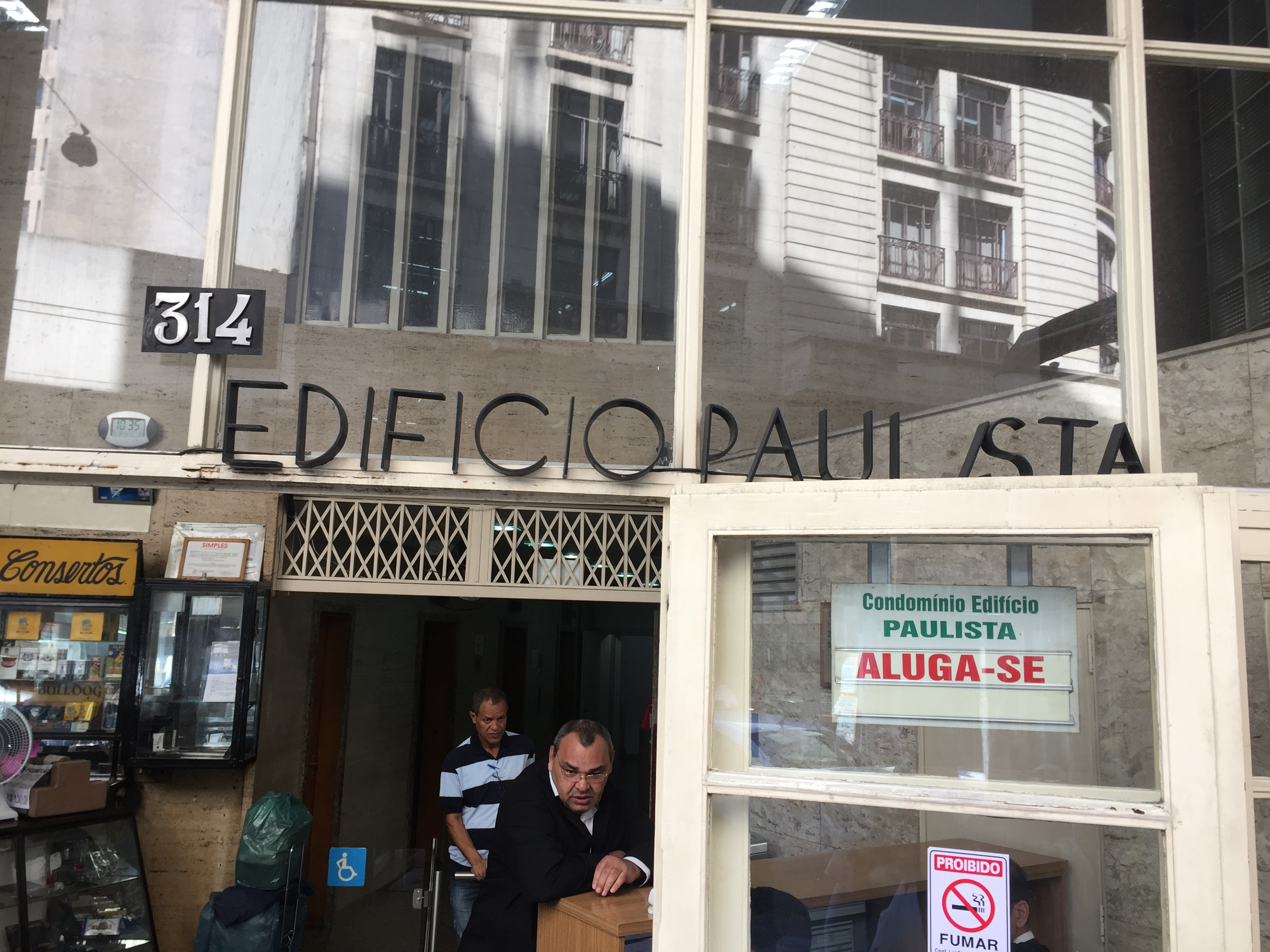
Entrada para a parte de escritórios do Edifício do Banco Paulista do Comércio
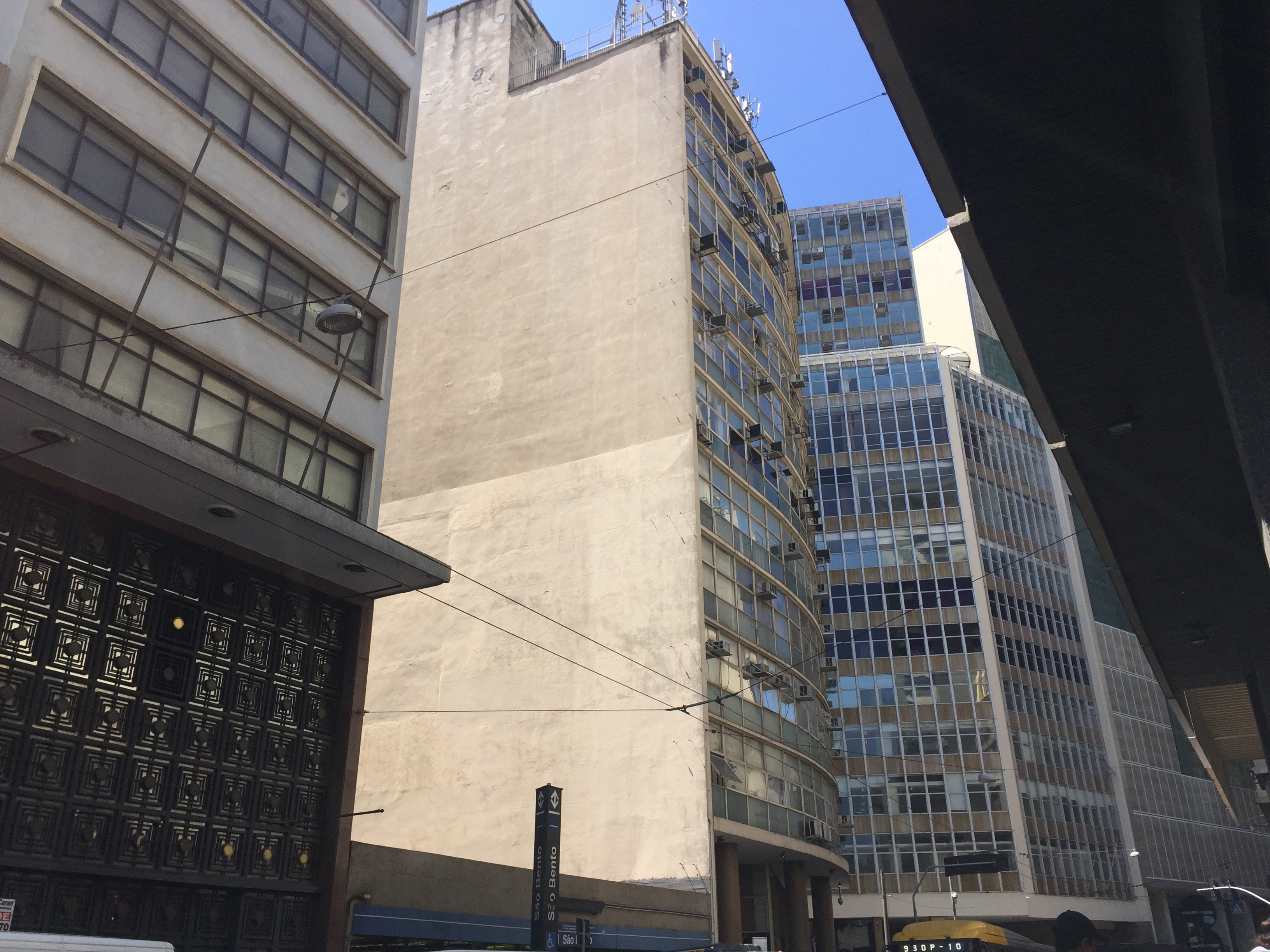
Vista lateral do edifício, que fica na rua Boa Vista, 314, colado ao metrô São Bento
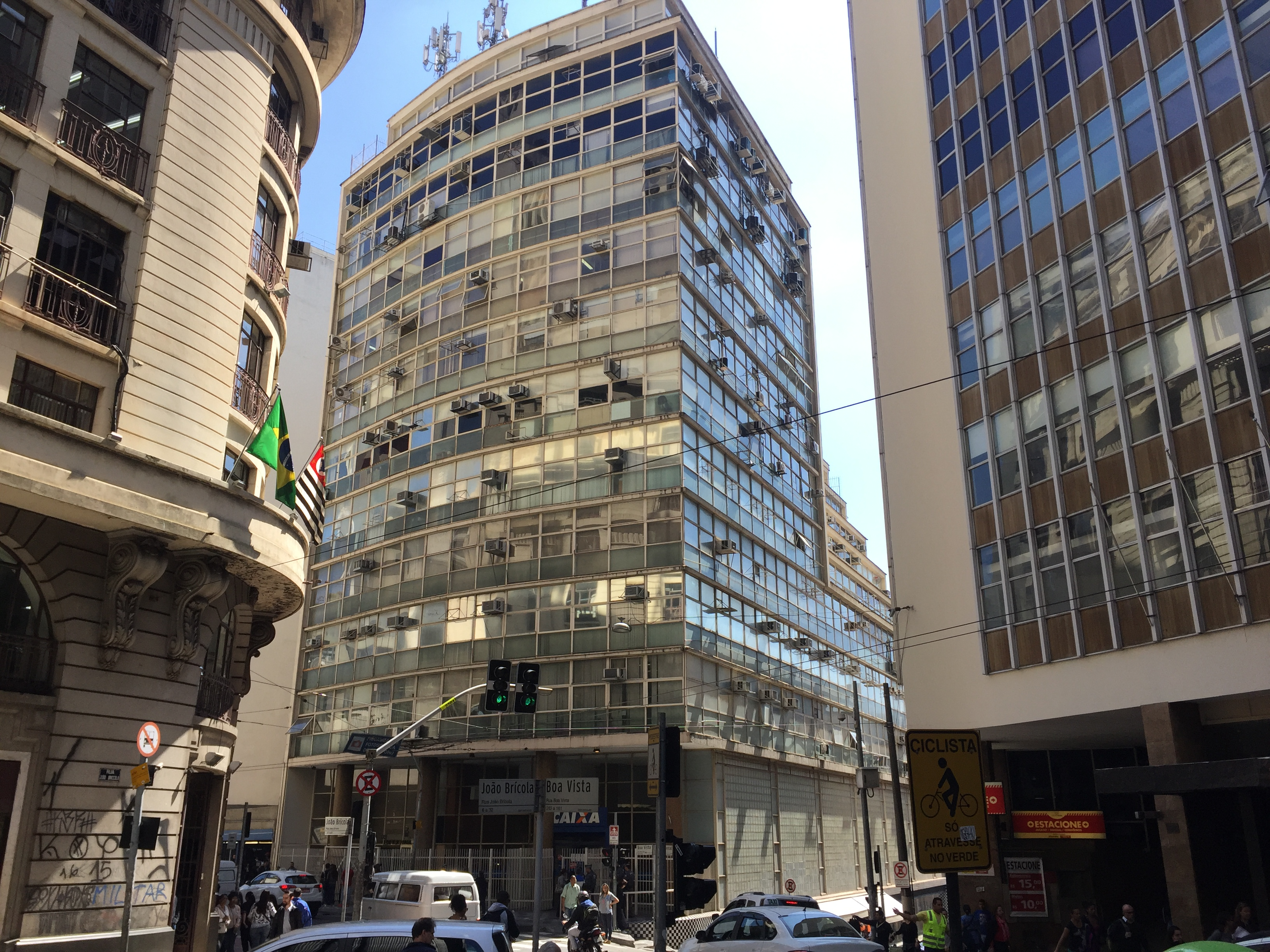
Face do edifício, na qual é possível perceber o uso de janela em fita e fachada livre
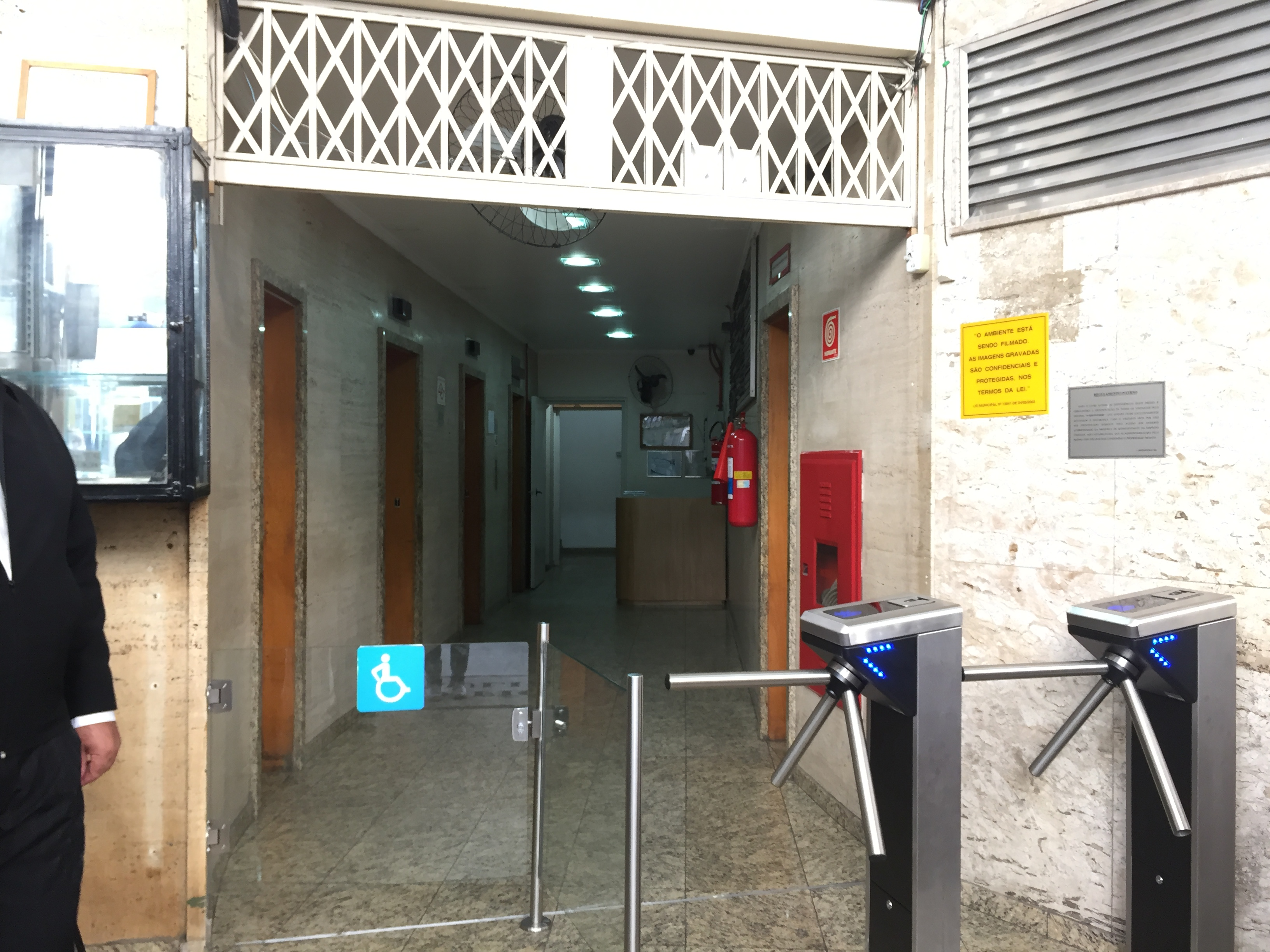
Parte interior que dá acesso aos escritórios. É possível notar o encontro de elementos da época da construção em contraste com novas tecnologias
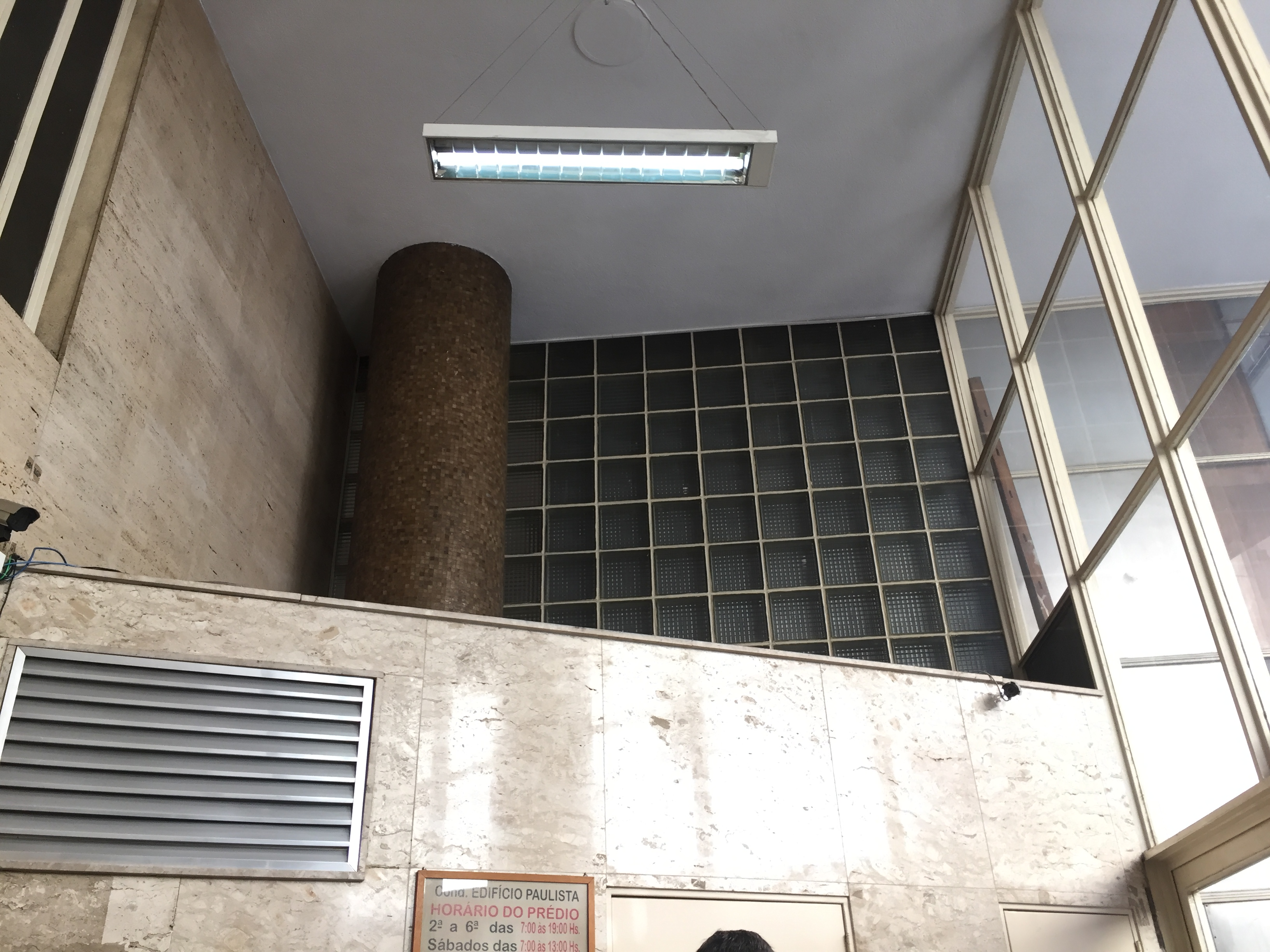
Detalhes do interior do edifício